# فلورین توسکانی
فلورین توسکانی (به انگلیسی: Tuscan florin) (به زبان بومی: fiorino) یکای پول رایج در کشور اتریش است. مسئولیت کنترل این یکای پول برعهدهٔ بانک مرکزی اتریش قرار دارد.